# Tramwaje w Doniecku
Tramwaje w Doniecku – system komunikacji tramwajowej, istniejący jako jeden z rodzajów transportu publicznego, na terenie Doniecka.
System składa się z 10 linii o łącznej długości 130 kilometrów.

## Historia
2 marca 1927 na posiedzeniu Komitetu Wykonawczego Doniecka postanowiono o budowie linii tramwajowej w mieście. Sieć tramwajowa w Doniecku została otwarta 15 czerwca 1928. Pierwsza linia tramwaju (8 km), łączyła centrum miasta z dworcem kolejowym. W następnych latach sieć tramwajowa była rozbudowywana.
W czasie wojny w Donbasie nie zawieszono komunikacji tramwajowej. Zniszczeniu uległa jednak m.in. linia do dworca kolejowego, która pozostaje nieczynna do chwili obecnej (2016 r.), oraz kilka innych odcinków, na których przeprowadzono następnie prace remontowe.

## Linie
| Linia | Trasa |
| ----- | --- |
| 1     | DMZ ↔ Zaliznycznyj wokzał wuł. Postyszewa – Płoszcza Łenina – wuł. Hurowa – wuł. Czeluskinciw – wuł. Mołodych Szachtariw – wuł. Pawła Popowicza – Witka – wuł. Politbijciw – wuł. Kujindżi – wuł. Putyliwśka                                                                                                |
| 2     | wuł. Czerwonoarmijśka ↔ Zawodśkyj rynok prosp. Połehłych Komunariw – płoszcza Komunariw – Łeninśkyj prosp. – wuł. Kujbyszewa – wuł. Ionowa – wuł. Piłotna |
| 3     | wuł. Czerwonoarmijśka ↔ zawod «Donmiśkmasz» prosp. Połehłych Komunariw – płoszcza Komunariw – Łeninśkyj prosp. – wuł. Kujbyszewa – wuł. Ionowa – wuł. Piłotna – wuł. Futbolna – wuł. Iwana Tkaczenka |
| 4     | wuł. Czerwonoarmijśka ↔ prosp. Panfiłowa prosp. Połehłych Komunariw – płoszcza Komunariw – Łeninśkyj prosp. – wuł. Profesoriw Bohosławśkych – wuł. Kujbyszewa |
| 5     | wuł. Czerwonoarmijśka ↔ wuł. Kirowa prosp. Połehłych Komunariw – płoszcza Komunariw – Łeninśkyj prosp. – prosp. Metałurhiw – wuł. Orśka – wuł. Pamirśka – wuł. Serhijiwśka – wuł. Pohodina – wuł. Sincowa – wuł. Kronsztadtśka – wuł. Komunariw                                                             |
| 6     | DMZ ↔ wuł. Ekonomiczna wuł. Postyszewa – Płoszcza Łenina – wuł. Hurowa – wuł. Czeluskinciw – wuł. Mołodych Szachtariw – wuł. Pawła Popowicza – Witka – wuł. Politbijciw |
| 8     | wuł. Czerwonoarmijśka ↔ wuł. Petrowśkoho prosp. Połehłych Komunariw – płoszcza Komunariw – Łeninśkyj prosp. – prosp. Metałurhiw – wuł. Orśka – wuł. Pamirśka – wuł. Serhijiwśka – wuł. Pohodina – wuł. Sincowa – wuł. Kronsztadtśka – wuł. Komunariw – prosp. Semaszko – wuł. Wuzłowa – wuł. Testylszczykiw |
| 9     | wuł. Horʹkoho ↔ PKTI prosp. Połehłych Komunariw – wuł. Czeluskinciw – prosp. Dzerżynśkoho |
| 10    | wuł. Horʹkoho ↔ mikrorajon «Schidnyj» prosp. Połehłych Komunariw – wuł. Czeluskinciw – prosp. Dzerżynśkoho – wuł. Muszketiwśka – wuł. Kuczumowa – Czerwonożowtnewa wuł. – wuł. Budionoho – wuł. H. Dymytrowa – Budioniwśka płoszcza – Prołetarśka wuł. – wuł. Budioniwśkych Partyzan – wuł. Rozdolna        |
| 11    | wuł. Horʹkoho ↔ Budioniwśka płoszcza prosp. Połehłych Komunariw – wuł. Czeluskinciw – prosp. Dzerżynśkoho – wuł. Muszketiwśka – wuł. Kuczumowa – Czerwonożowtnewa wuł. – wuł. Budionoho – wuł. H. Dymytrowa                                                                                                 |
| 13    | wuł. Czerwonoarmijśka ↔ Koksochimicznyj zawod prosp. Połehłych Komunariw – płoszcza Komunariw – Łeninśkyj prosp. – prosp. Metałurhiw – wuł. Orśka – wuł. Pamirśka – sełyszcze Peremoha |
| 14    | wuł. Horʹkoho ↔ wuł. Wełyka Mahistralna prosp. Połehłych Komunariw – wuł. Czeluskinciw – prosp. Dzerżynśkoho – wuł. Muszketiwśka – wuł. Kuczumowa – Czerwonooktiabrśka wuł. – wuł. Budionoho – wuł. H. Dymytrowa – Budioniwśka płoszcza – Prołetarśka wuł. – wuł. Budioniwśkych Partyzan – wuł. Zwirkowa    |
| 15    | Budioniwśka płoszcza ↔ Szachtouprawlinnia imeni Hazety «Prawda» Prołetarśka wuł. — wuł. Budioniwśkych Partyzan — wuł. Zwirkowa — wuł. Możajśkoho — wuł. Jumaszewa — wuł. Szachtna — wuł. Fedʹko — wuł. Fiłatowa                                                                                             |
| 16    | wuł. Kirowa ↔ prosp. Kobzaria wuł. Komunariw — prosp. Semaszko — wuł. Wuzłowa — wuł. Testylszczykiw — wuł. Petrowśkoho |

Uwaga: linie nr 2, 6, 11, 13, 14 kursują tylko w przypadku wystąpienia awarii jako linie zastępcze. 

## Tabor
Początkowo tabor składał się z 8 wagonów: 4 silnikowych i 4 doczepnych. Za czasów ZSRR zakupiono początkowo tramwaje Tatra T3, a następnie T-3M wyprodukowane przez ukraiński koncern Tatra-Jug. Doniecka sieć tramwajowa posiada dwie zajezdnie. Większość taboru stanowią tramwaje T3SU.
Stan z 28 grudnia 2019 r.
| Zdjęcie                         | Nazwa                           | przewóz osób na wózkach         | Liczba wagonów |
| ------------------------------- | ------------------------------- | ------------------------------- | -------------- |
|                                 | Tatra T3SU                      |                                 | 105            |
|                                 | Tatra T3A                       |                                 | 2              |
|                                 | Tatra T3R.P                     |                                 | 1              |
|                                 | Tatra-Jug T3M                   |                                 | 4              |
|                                 | Tatra-Jug K-1                   |                                 | 20             |
|                                 | LM-2008                         | przewóz osób na wózkach         | 1              |
| Wszystkie wagony                | Wszystkie wagony                | Wszystkie wagony                | 133            |
| Udział wagonów niskopodłogowych | Udział wagonów niskopodłogowych | Udział wagonów niskopodłogowych | 0,75%          |